# Leydi Raura
Leydi Carmen Raura Gallo (* 3. Januar 2003) ist eine ecuadorianische Leichtathletin, die sich auf den Hindernislauf spezialisiert hat. 

## Sportliche Laufbahn
Erste internationale Erfahrungen sammelte Leydi Raura im Jahr 2021, als sie bei den U23-Südamerikameisterschaften in Guayaquil in 10:56,21 min den fünften Platz über 3000 m Hindernis belegte. Anschließend gelangte sie bei den erstmals ausgetragenen Panamerikanischen Juniorenspielen in Cali mit 11:20,36 min auf Rang acht. 2024 gewann sie bei den U23-Südamerikameisterschaften in Bucaramanga in 10:37,58 min die Bronzemedaille hinter der Brasilianerin Mirelle Leite und Verónica Huacasi aus Peru. Zudem belegte sie in 17:32,90 min den fünften Platz im 5000-Meter-Lauf. Im Jahr darauf belegte sie bei den Südamerikameisterschaften in Mar del Plata in 10:38,21 min den fünften Platz im Hindernislauf und gelangte über 5000 Meter mit 17:31,73 min auf Rang 17.
2024 wurde Raura ecuadorianische Meisterin im 3000-Meter-Hindernislauf.

## Persönliche Bestleistungen
- 5000 Meter: 16:36,04 min, 16. Juni 2024 in Lima
- 3000 Meter Hindernis: 10:24,19 min, 29. März 2025 in Lima